# Campeonato Panamericano de Fútbol de Salón
El Campeonato Panamericano de fútbol de salón, fue un torneo internacional de fútbol de salón en el que competían selecciones de América. El torneo era organizado inicialmente por la Federación Internacional de Fútbol de Salón (FIFUSA) hasta su desaparición en el año 1990; después la Confederación Panamericana de Futsal (PANAFUTSAL) organiza el torneo desde el año 1990 bajo las reglas de la antigua federación hasta el año 1999. La primera edición tuvo lugar en 1980 en Ciudad de México y la última en 1999 en Asunción.

## Historial
| Año           | Sede       | Campeón   | Final Resultado | Subcampeón | Tercer lugar | Resultado    | Cuarto lugar |
| ------------- | ---------- | --------- | --------------- | ---------- | ------------ | ------------ | ------------ |
| 1980          | México D.F | Brasil    | 6-0             | Paraguay   | Uruguay      |              | México       |
| 1984          | Campinas   | Brasil    | 5-1             | Paraguay   | Colombia     |              | Uruguay      |
| 1990 Detalles | Bogotá     | Colombia  | Liguilla        | Paraguay   | Venezuela    | Liguilla     | Bolivia      |
| 1993 Detalles | La Paz     | Colombia  | Liguilla 2-1    | Bolivia    | Paraguay     | Liguilla 6-3 | Brasil       |
| 1996          | Bogotá     | Venezuela | Liguilla        | Colombia   | Paraguay     | Liguilla     | Brasil       |
| 1999          | Asunción   | Paraguay  | Liguilla        | Venezuela  | Colombia     | Liguilla     | Bolivia      |

## Palmarés
En cursiva, se indica el torneo en que el equipo fue local. 
| País      | Campeón        | Subcampeón           | Tercer lugar   | Cuarto lugar   |
| --------- | -------------- | -------------------- | -------------- | -------------- |
| Colombia  | 2 (1990, 1993) | 1 (1996)             | 2 (1984, 1989) |                |
| Brasil    | 2 (1980, 1984) |                      |                | 2 (1993, 1996) |
| Paraguay  | 1 (1999)       | 3 (1980, 1984, 1990) | 2 (1993, 1996) |                |
| Venezuela | 1 (1996)       | 1 (1999)             | 1 (1990)       |                |
| Bolivia   |                | 1 (1993)             |                | 2 (1990, 1999) |
| Uruguay   |                |                      | 1 (1980)       | 1 (1984)       |
| México    |                |                      |                | 1 (1980)       |

### Copa América Futsal FIFUSA 2026
Sudamérica
(6 cupos)